# Liste der Bischöfe von Płock
Die folgenden Personen waren Bischöfe von Płock, (Polen):
- um 1076 – Stefan
- um 1102 – Philipp
- um 1108–1129 – Szymon
- 1129–1156 – Alexander
- 1156–1170 – Werner
- um 1170–nach 1180 – Lupus
- 1187–1206 – Wit von Chotel
- 1207–1223 – Gedko I. Powało
- 1223–1227 – Jan I. Gozdawita
- 1227–1232 – Gunter Prus
- 1232–1239 – Piotr I. Półkozic
- 1239–1244 – Andrzej I. Gryfita
- 1245–1254 – Piotr II. Brevis
- 1254–1261 – Andrzej II. Ciołek
- 1261–1271/5 – Piotr III. Niedich
- 1275–1294 – Tomasz I. Tomka
- 1294–1296 – Gedko II.

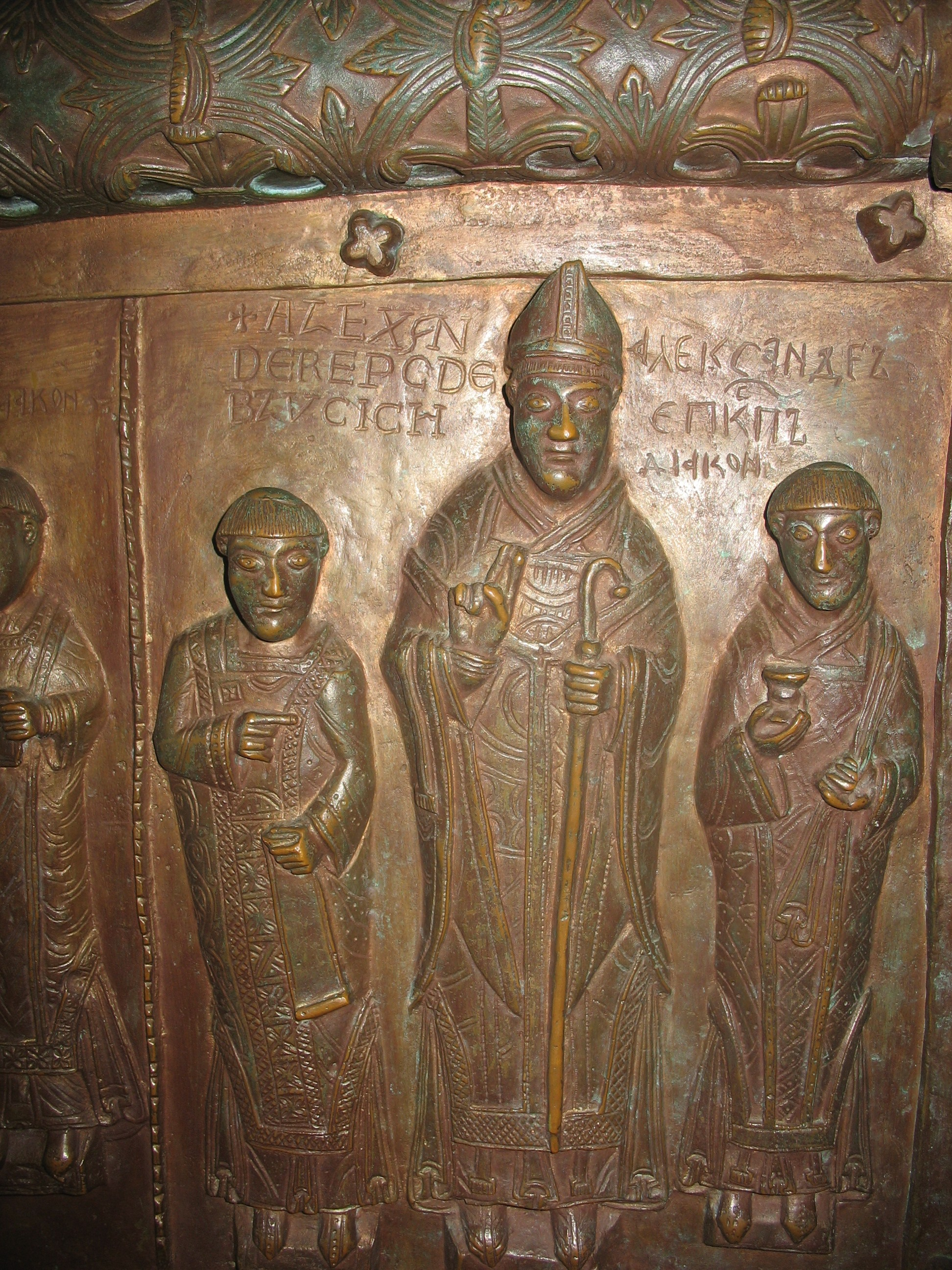
Alexander von Malonne

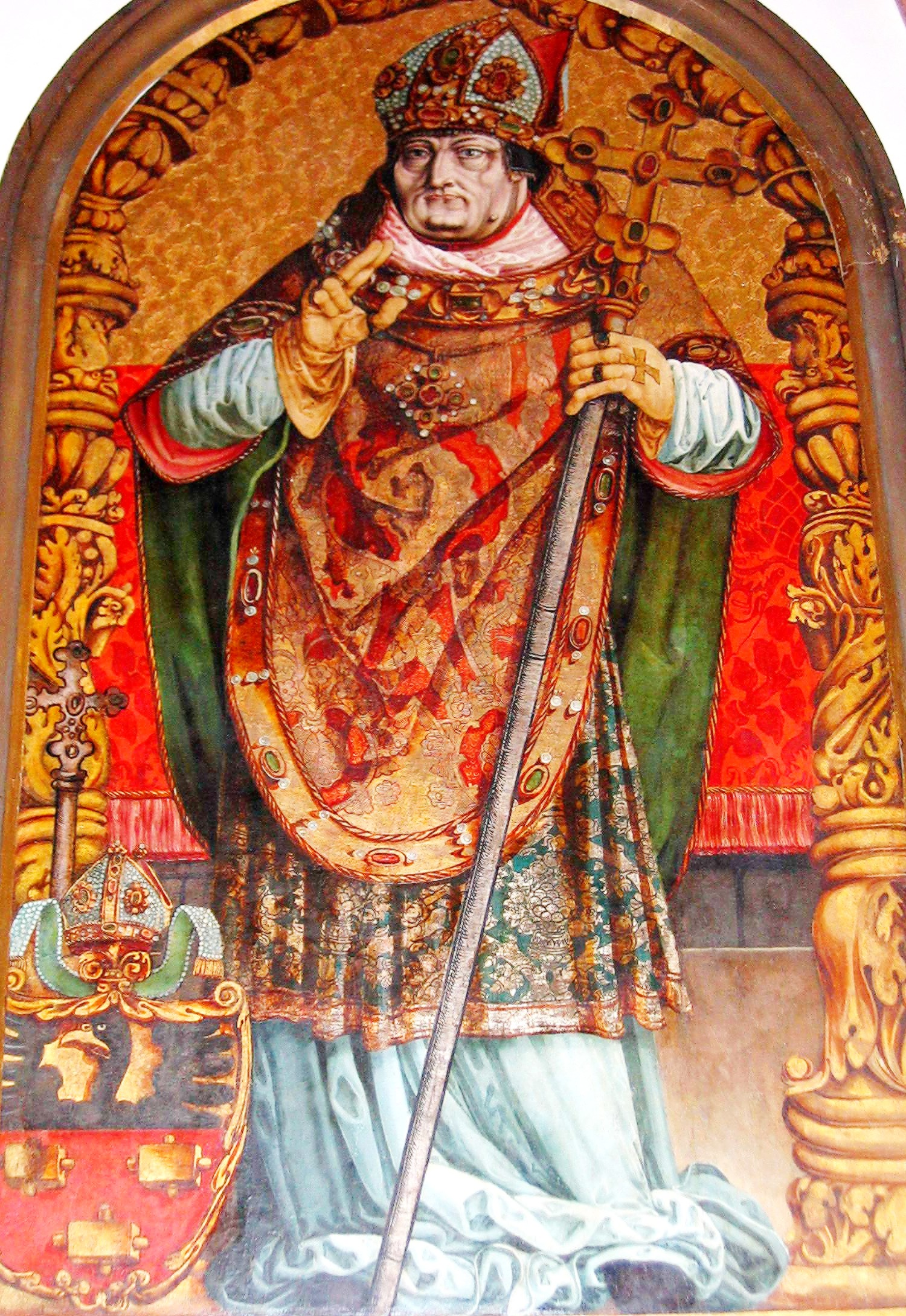
Piotr Gamrat

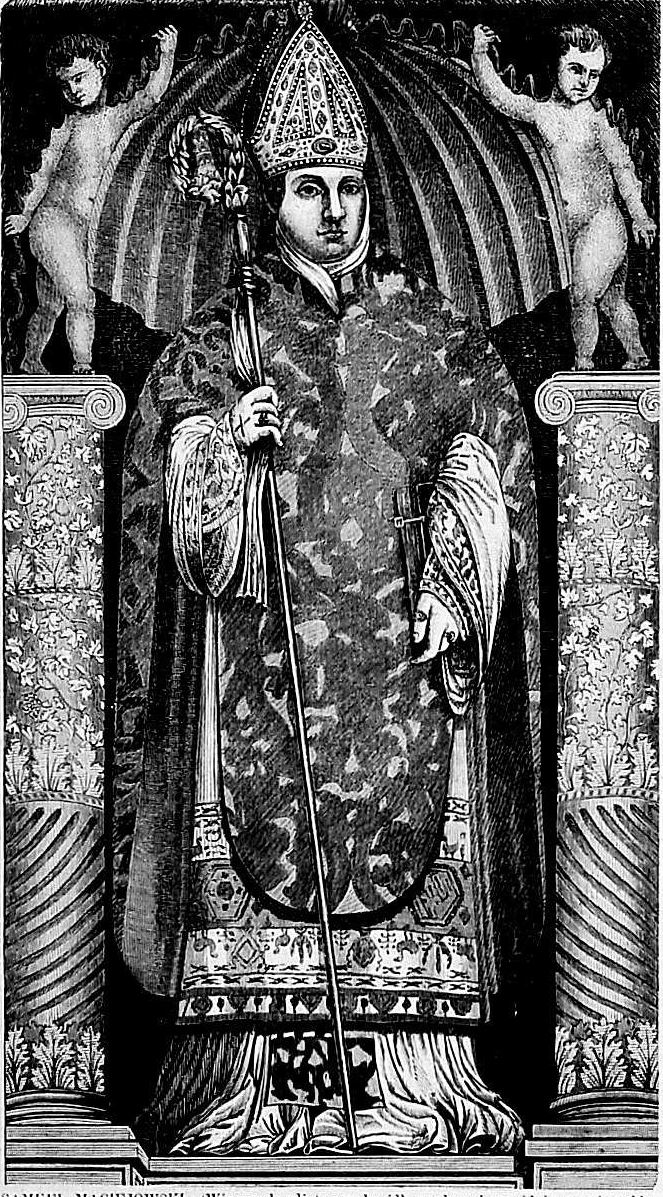
Samuel Maciejowski

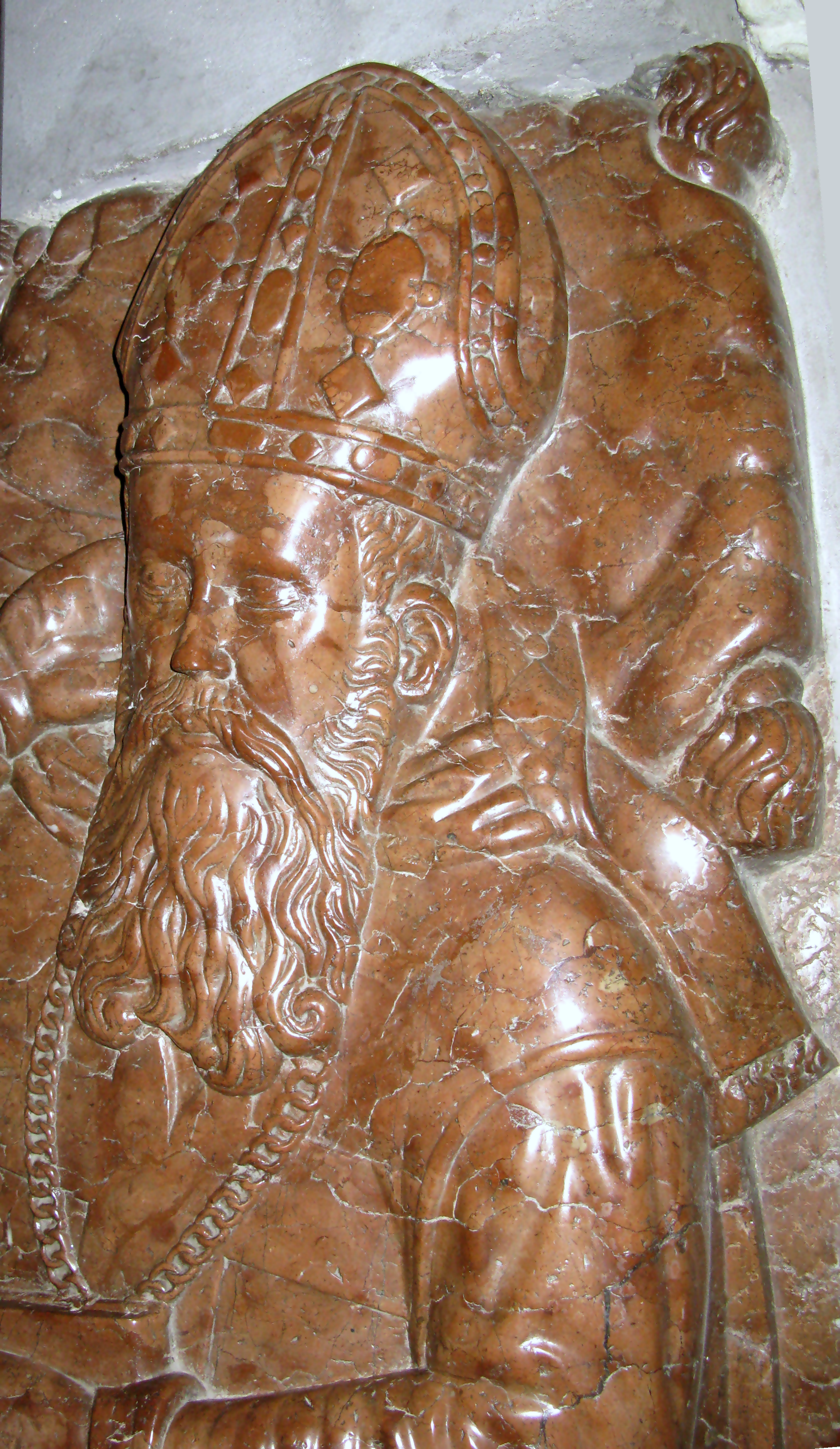
Piotr Dunin-Wolski

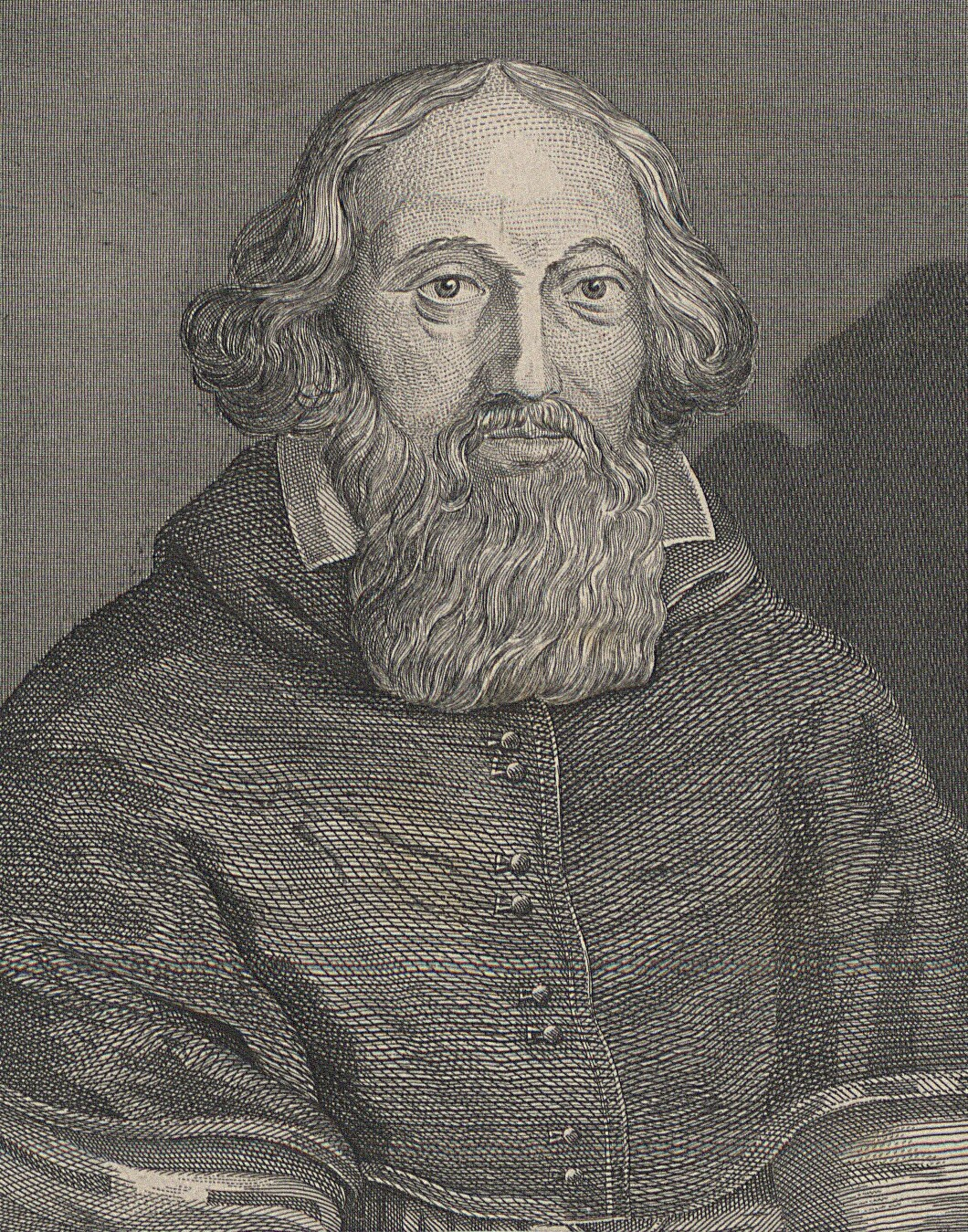
Stanisław Łubieński

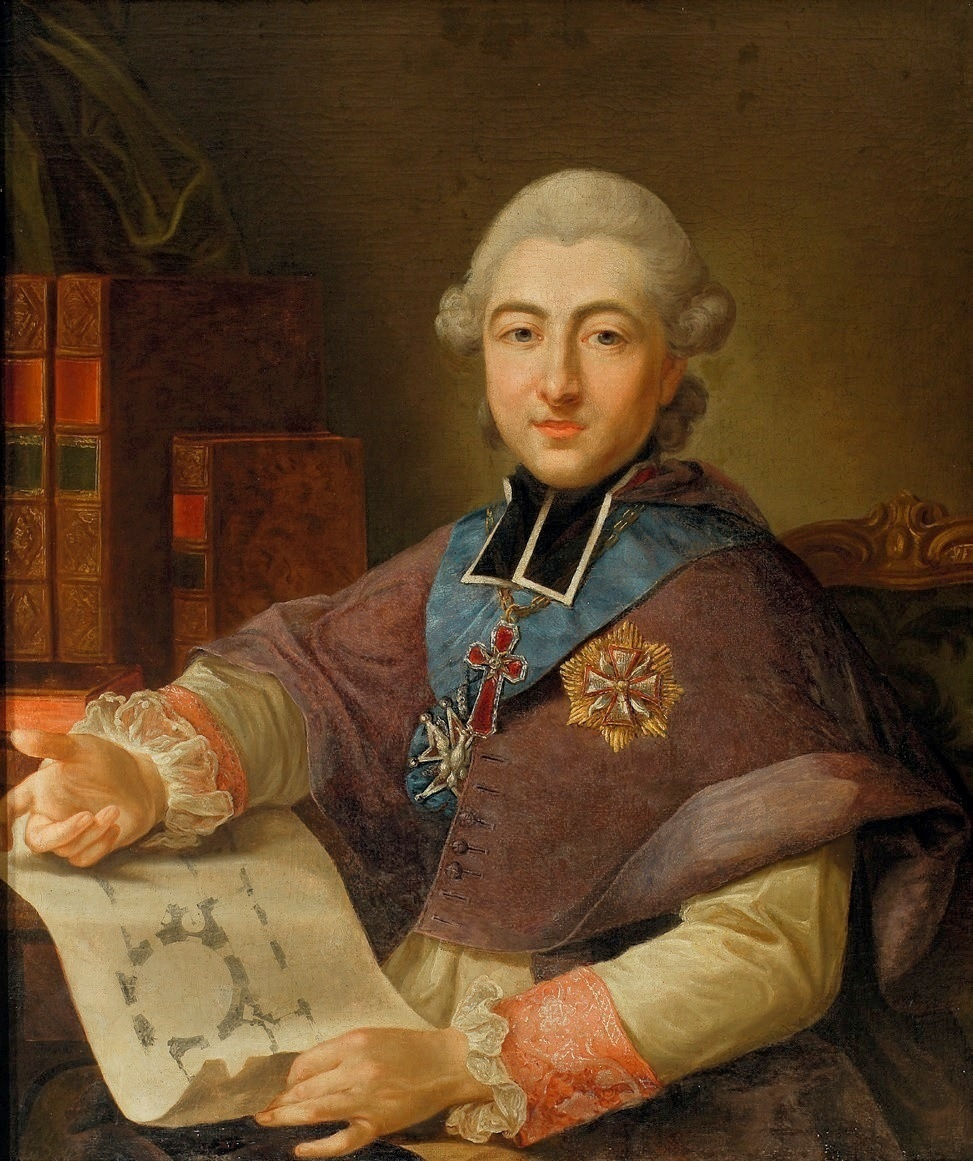
Michał Poniatowski

- 1297–1310 – Jan II. Wysoki h. Prawdzic
- 1310–1318 – Jan III. h. Nałęcz
- 1318–1333 – Florian Laskary h. Leszczyc
- 1333–1357 – Klemens Pierzchała
- 1357–1363 – Bernard Nowina
- 1357–1365 – Janisław Wroński
- 1365–1367 – Mikołaj Sówka z Gulczewa
- 1367–1375 – Stanisław I. Sówka z Gulczewa
- 1375–1381 – Dobiesław Sówka z Gulczewa
- 1381–1391 – Ścibor I. z Radzymina
- 1391–1393 – Heinrich I. von Masowien
- 1393–1396 – Maffioli Lampugnano
- 1396–1425 – Jakub z Korzkwi
- 1425–1439 – Stanisław II. Pawłowski
- 1439–1463 – Paweł Giżycki
- 1463–1471 – Ścibor II. z Gościeńczyc
- 1471–1480 – Kasimir
- 1480–1497 – Piotr IV. z Chodkowa
- 1498–1498 – Jan IV. Lubrański
- 1498–1504 – Wincenty I. Przerembski
- 1504–1522 – Erazm Ciołek
- 1523–1527 – Rafał Leszczyński
- 1527–1535 – Andrzej III. Krzycki
- 1535–1537 – Jan V. Chojeński
- 1537–1538 – Piotr V. Gamrat
- 1538–1541 – Jakub II. Buczacki
- 1541–1546 – Samuel Maciejowski
- 1546–1546 – Jan VI. Bieliński
- 1546–1567 – Andrzej IV. Noskowski
- 1567–1577 – Piotr VI. Myszkowski
- 1577–1590 – Piotr VII. Dunin Wolski
- 1591–1606 – Wojciech Baranowski
- 1606–1616 – Marcin Szyszkowski
- 1617–1624 – Henryk II. Firlej
- 1624–1627 – Hieronim I. Cielecki
- 1627–1640 – Stanisław III. Łubieński
- 1640–1655 – Karl Ferdinand Wasa
- 1655–1674 – Jan VII. Gembicki
- 1674–1681 – Bonawentura Madaliński
- 1682–1692 – Stanisław IV. Dąbski
- 1692–1699 – Andrzej V. Chryzostom Załuski
- 1699–1721 – Ludwik Bartłomiej Załuski
- 1723–1736 – Andrzej VI. Stanisław Kostka Załuski
- 1737–1752 – Antoni I. Sebastian Dembowski
- 1753–1758 – Józef Eustachy Szembek
- 1759–1773 – Hieronim II. Antoni Szeptycki
- 1773–1785 – Michał Jerzy Poniatowski, Koadjutorbischof und Titularbischof von Cydonia
- 1785–1797 – Krzysztof Hilary Szembek
- 1797–1809 – Onufry Kajetan Szembek
- 1809–1817 – Tomasz II. Ostaszewski
- 1817–1836 – Adam Michał Prażmowski
- 1836–1852 – Franciszek Pawłowski
- 1863–1875 – Wincenty II. Teofil Popiel
- 1883–1885 – Kacper Borowski
- 1889–1896 – Michał II. Nowodworski
- 1901–1903 – Jerzy Józef Elizeusz hrabia Szembek
- 1904–1908 – Apolinary Wnukowski
- 1908–1941 – Antoni II. Julian Nowowiejski
- 1946–1961 – Tadeusz Paweł Zakrzewski
- 1964–1988 – Bogdan Marian Sikorski
- 1988–1999 – Zygmunt Kamiński
- 1999–2007 – Stanisław V. Wojciech Wielgus
- 2007–2022 – Piotr Libera
- seit 2022 – Szymon Stułkowski

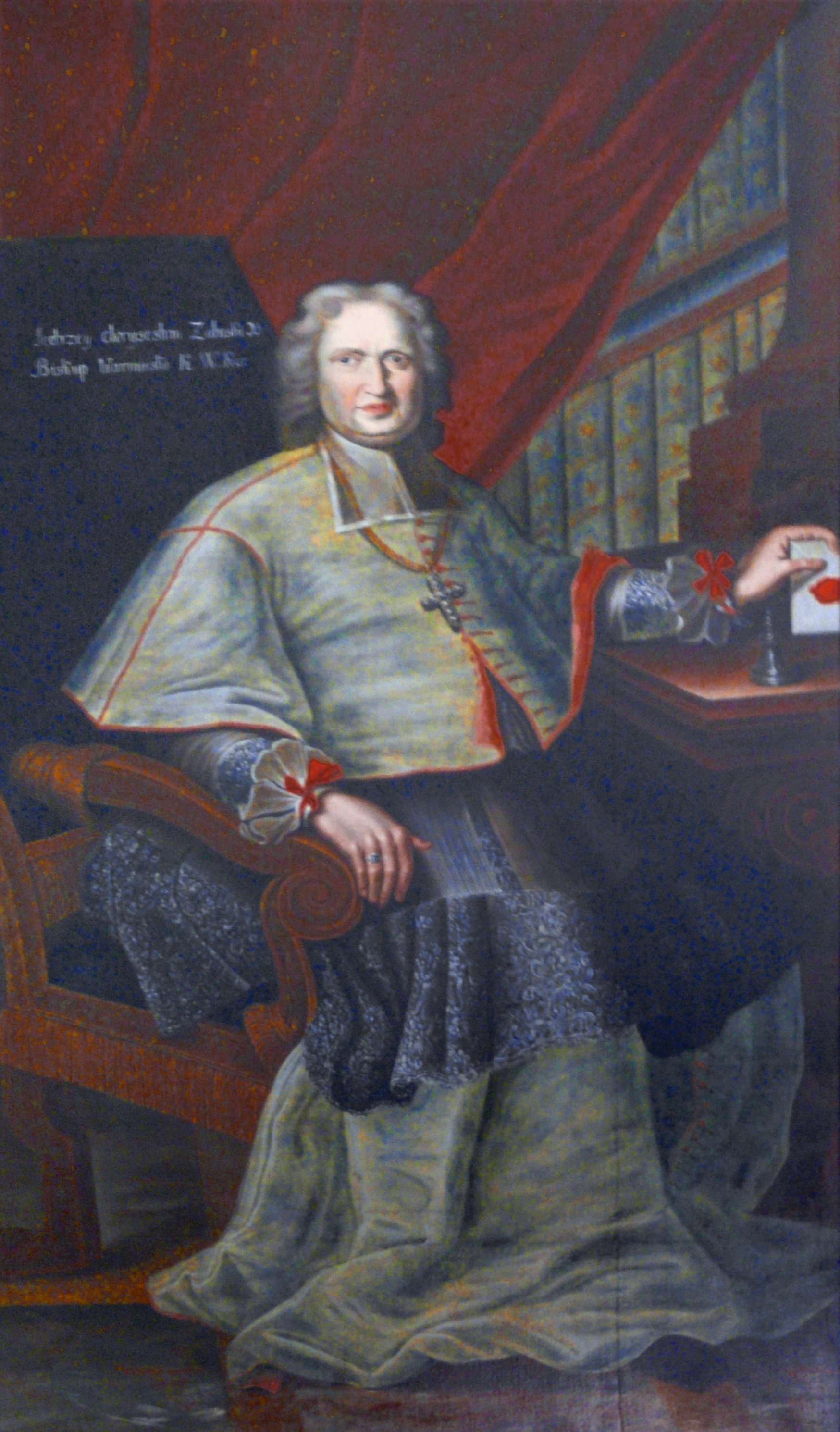
Andrzej Chryzostom Załuski
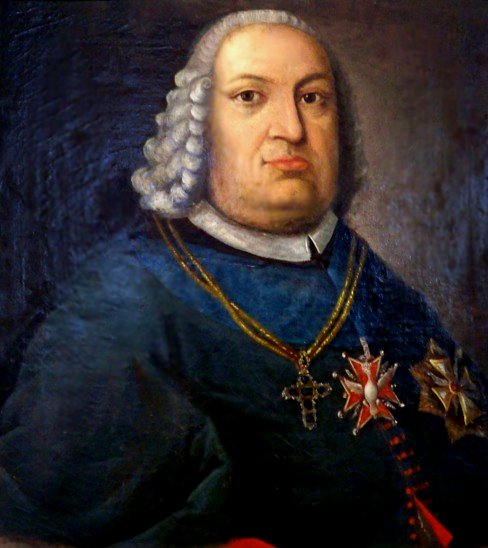
Józef Eustachy Szembek
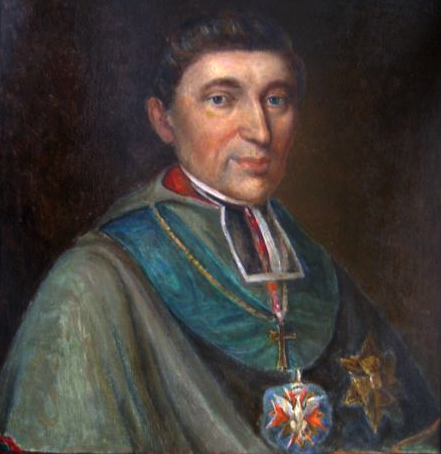
Adam Michał Prażmowski
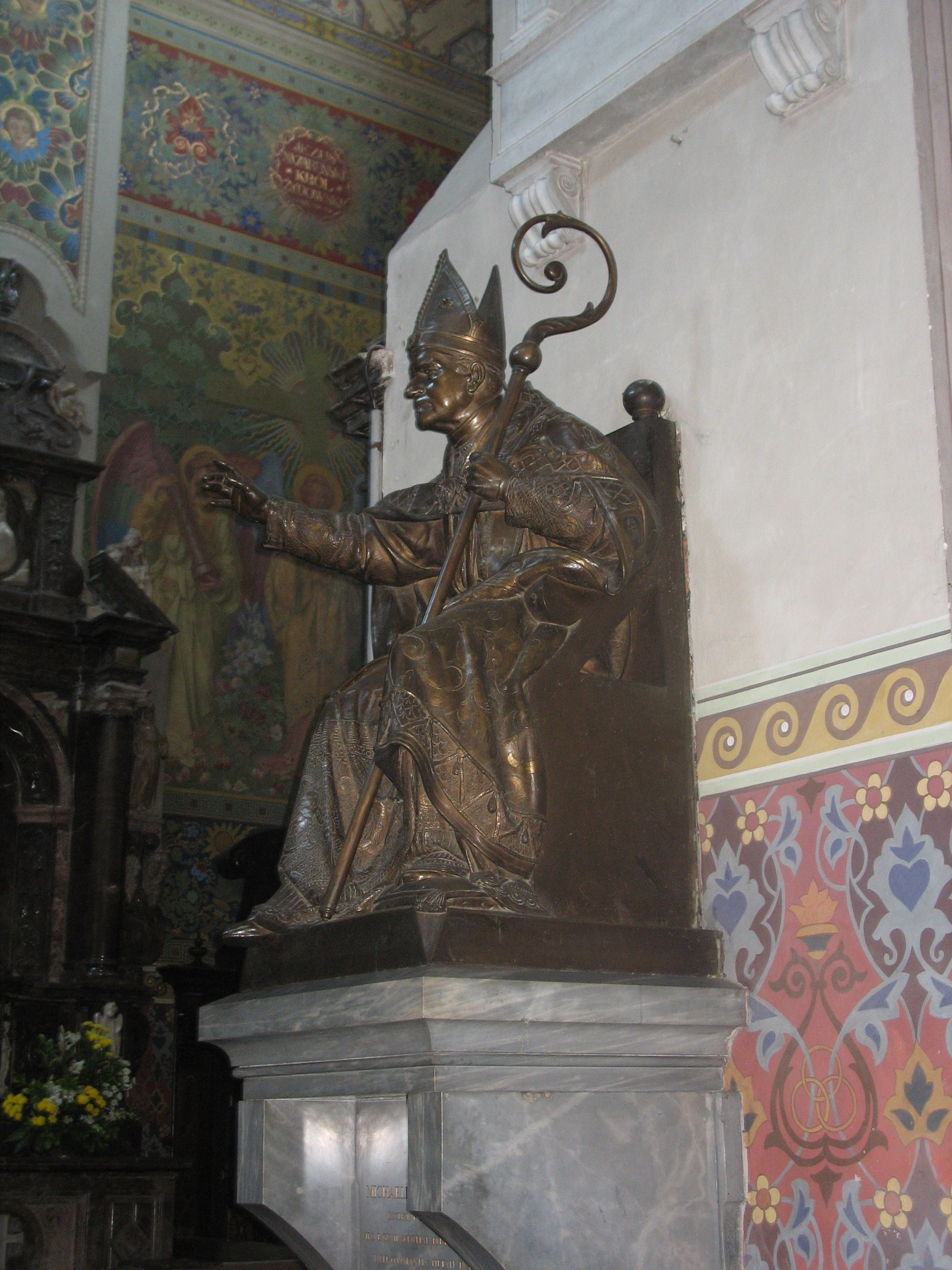
Michał II. Nowodworski
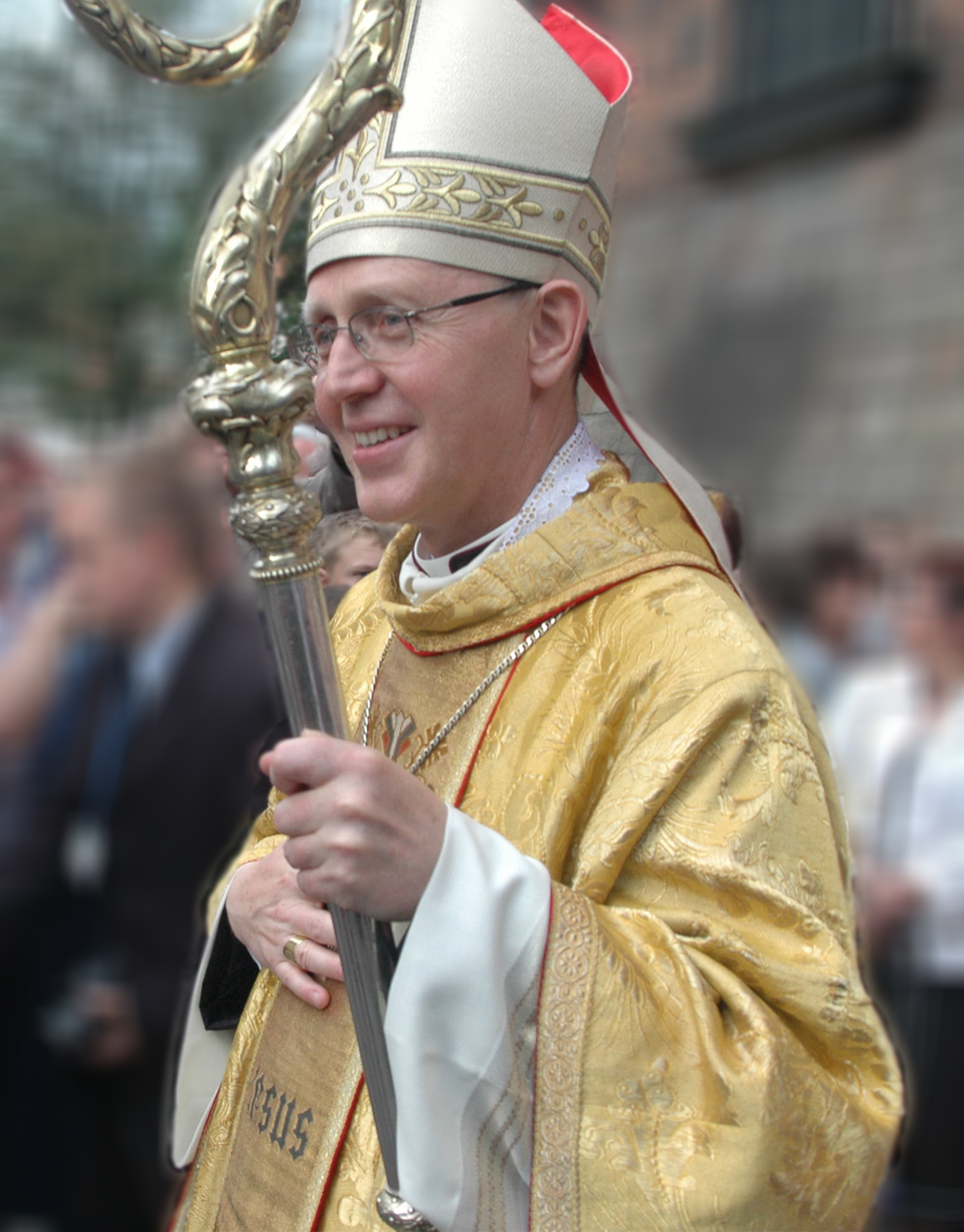
Piotr Libera

## Quelle
- Wojciech Kętrzyński: Studyja nad dokumentami XII wieku, Roczniki Akademii Umiejętności, Lwów 1891